# راج بابار
راج بابار (بالبنغالية: রাজ বাব্বর)‏ من مواليد ٢٣ يونيو ١٩٥٢ أنولد في أتر برديش، ممثل و منتج بوليوودي و سياسي ينتمي إلى حزب المؤتمر الوطني الهندي، و هو زوجًا لِسميتا باتيل و أبًا لِباتريك بابار . أشتهر بِأعماله التمثيلية مع الممثلين : أكشاي كومار،  أسين، سلمان خان، كارينا كابور، أميتاب باتشان و سلمى أغا و كاجول و أوم بوري و راني موخرجي، أبهشك باتن . رُشِح كأفضل ممثل في فيلم فير عام ١٩٨١ - ١٩٨٥ و رُشِح لأفضل ممثل مساعد في فيلم فير عام ١٩٨٤ 

## روابط خارجية
- راج بابار على موقع IMDb (الإنجليزية)
- راج بابار على موقع ألو سيني (الفرنسية)
- راج بابار على موقع أول موفي (الإنجليزية)
- راج بابار على موقع قاعدة بيانات الفيلم (الإنجليزية)
- راج بابار على موقع كينوبويسك (الروسية)